# 拉格蘭奇公園 (伊利諾伊州)
拉格蘭奇公園（英語：La Grange Park）是位於美國伊利諾伊州庫克縣的一個村落。

## 地理
拉格蘭奇公園的座標為41°49′47″N 87°52′09″W / 41.82972°N 87.86917°W，而該地最高點為海拔高度190米（即623英尺）。

## 人口
根據2010年美國人口普查的數據，拉格蘭奇公園的面積為5.78平方千米，當中陸地面積為5.78平方千米，而水域面積為0.00平方千米。當地共有人口13579人，而人口密度為每平方千米2,349人。